# Evangeličanska cerkvena občina Maribor
Evangeličanska cerkvena občina Maribor je ena izmed 13 tovrstnih občin v Sloveniji.

## Zgodovina
Novodobni evangeličani so se v Maribor pričeli priseljevati iz avstrijskih in nemških dežel od polovice 19. stoletja naprej. Cerkvena občina Maribor se je osamosvojila 6. decembra 1862, prej je sodila pod pastoralno pristojnost graške cerkvene občine. Prvi mariborski evangeličanski duhovnik je bil Ernst Schroll (1864–1871), njemu so do razpada avstro-ogrske monarhije sledili Emil Bachmann (1872–1873), Julius Kolatschek (1874–1878), Josef Klimanek (1878–1881), Josef Goschenhofer (1881–1903) in Ludwig Mahnert (1903–1919). Meja cerkvene občine Maribor se je raztezala od Radgone po Muri do Špilja in Ernovža ter nato na zahodu do Slovenj Gradca in Slovenskih Konjic, na jugu pa do Haloz in Prlekije. Po prevratu 1918/1919 je na okrajnem sodišču v Mariboru stekel sodni proces proti duhovniku Mahnertu, ki ga je bremenil kaznivega dejanja zoper državo (imel je nekaj kritičnih govorov proti novi, slovanski oblasti v mestu, med drugim je na pogrebu ob Maistrovi razorožitvi nemške varnostne straže ubitega nemškega vojaka govoril tudi proti generalu Maistru). Mahnert, sicer znan tudi kot pisatelj in pesnik, se je zato umaknil v Avstrijo in umrl v Innsbrucku (1943). Začasno sta vodenje mariborske cerkvene občine prevzela njegova vikarja Winkelmann in Taferner, potem pa so mariborski evangeličani za duhovnika izvolili Johanna Barona. Baron je bil mariborski duhovnik od 1920 do 1945, od 1925 naprej pa tudi senior Nemškega seniorata v Sloveniji.
Število evangeličanov v Mariboru je do konca 19. stoletja raslo zelo počasi (od 110 ob osamosvojitvi leta 1862 do 326 leta 1900), potem pa na račun t. i. pročodrimskega gibanja skokovito naraslo na 1220 leta 1910 in tik pred prvo svetovno vojno na 1954. Po prevratu 1918/1919 se je število evangeličanov v Mariboru prepolovilo, saj so bili nemške narodnosti in se jih je veliko izselilo. Cerkvena občina Maribor je tako sredi dvajsetih let 20. stoletja štela 869 duš, tik pred nemškim napadom na Jugoslavijo (1941) pa 1143. Duhovnik Baron je bil podobno kot njegov predhodnik Mahnert odločen borec za pravice nemške manjšine, pristaš nacionalsocialzima pa nikoli ni bil, še več – že kmalu po nemški zasedbi Maribora je javno napadel zasedbeno politiko in teror, ki ga je okupacijska oblast izvajala proti Slovencem. Kljub temu je maja 1945 skupaj s številnimi svojimi soverniki zbežal pred jugoslovanskimi enotami v Avstrijo, kjer se je odločil za popolno izolacijo in je v njej leta 1973 tudi umrl. 
Kristusova cerkev v Mariboru, postavljena 1869, in župnišče, zgrajeno 1877, sta bila leta 1945 podržavljena, notranjost pa izropana. Evangeličansko bogoslužje je bilo do leta 1952 celo prepovedano, nato pa ponovno dovoljeno, vendar so si evangeličani dolgo morali deliti cerkev s pravoslavnimi verniki.Zvonik ima samo en zvon. 

Po drugi svetovni vojni gre predvsem za evangeličane, ki so ob intenzivni industrializaciji Maribora prišli kot delovna sila iz Prekmurja. Njihovo število se je po prenovi cerkve (1985–1992) gibalo okrog 100. Od meseca februarja 2005 je v Cerkveni občini Maribor po več kot pol stoletja zopet slovenski duhovnik – bolje rečeno duhovnica. 13. februarja 2005 je namreč v Cerkvi na Trubarjevi 1 v Mariboru potekalo svečano bogoslužje z umestitvijo duhovnice Violete Vladimire Mesarič Jazbinšek.